# Vijesti na engleskom jeziku (HRT)
Vijesti na engleskom jeziku emitiraju se na HRT-u 4 od 2013. godine. U početku su se emitirale u 19:25, a danas se emitiraju dva puta dnevno: u 6:00 u 23:10.
Vijesti na engleskom jeziku pripremaju urednici kanala Voice of Croatia. U trajanju od deset minuta, na engleskom se jeziku prezentiraju najvažnije vijesti iz Hrvatske i svijeta, ali i športske vijesti i trodnevna vremenska prognoza.
Urednici Vijesti na engleskom jeziku
- Katja Miličić
- Majda Ivković
- Martina Meteš
- Chris Bushill
- Tanja Resanović i dr.